# Дрожалковые (семейство)
Дрожалковые (лат. Tremellaceae) — семейство грибов из класса Tremellomycetes. По данным Словаря грибов Эйнсуорта и Бисби, включает 17 родов и 238 видов. Два вида типового рода — Tremella — являются съедобными и выращиваются в промышленных масштабах. Некоторые виды анаморфного рода Cryptococcus являются паразитами человека.

## Описание
Многие виды дрожалковых паразитируют на гименофоре своих хозяев и не имеют видимых плодовых тел. У видов, образующих плодовые тела, они желеобразные и обычно ярко окрашенные. Гифы дрожалковых с гаусториями, соединяющими их с их хозяевами. У всех видов, кроме представителей рода Filobasidiella, базидии характерной, округлой или эллипсоидной формы; базидиоспоры располагаются на длинных стеригмах или эпибазидиях.

## Экология
Многие виды дрожалковых паразитируют на аскомицетах (включая лишайники) и других базидиомицетах. Представители семейства распространены на всех континентах, однако телеоморфы некоторых из них паразитируют лишь на определённых видах-хозяевах. Анаморфы широко распространены и не являются паразитами.

## Роды
- Auriculibuller J.P. Samp. & Fonseca, 2004
- Bulleribasidium J.P. Samp., M. Weiss & R. Bauer, 2002
- Bulleromyces Boekhout & Á. Fonseca, 1991 (анаморфа — Bullera Derx, 1930)
- Dictyotremella Kobayasi, 1971
- Filobasidiella Kwon-Chung, 1976 (анаморфа — Cryptococcus Vuill., 1901)
- Holtermannia Sacc. & Traverso, 1910
- Neotremella Lowy, 1979
- Papiliotrema J.P. Samp., M. Weiss & R. Bauer, 2002
- Sirotrema Bandoni, 1986
- Tremella Pers., 1794 — Дрожалка (анаморфа — Hormomyces Bonord., 1851)
- Trimorphomyces Bandoni & Oberw., 1983